# Mount Murray
Mount Murray ist ein 1005 m, scharfgratiger Berg aus Granit im ostantarktischen Viktorialand. Er ragt 13 km westlich des Bruce Point in den Prince Albert Mountains auf der Nordseite des Mawson-Gletschers auf. 
Teilnehmer der Nimrod-Expedition (1907–1909) unter der Leitung des britischen Polarforschers Ernest Shackleton entdeckten ihn. Benannt ist der Berg nach dem britischen Biologen James Murray (1865–1914), einem Expeditionsmitglied.